# Monmouth (Oregon)
Pour les articles homonymes, voir Monmouth.
Monmouth est une ville du comté de Polk (Oregon), aux États-Unis. Elle est située à environ 15 milles (24,14016 km) à l'ouest de Salem sur la Oregon Route 99W (en). Elle est établie sur le bassin hydrographique de l'Ash Creek, légèrement à l'ouest de la Willamette.
En 2016, sa population est estimée à 10 174 habitants, pour une superficie de 2,24 milles carrés (5,8 km2).

## Histoire
Monmouth est fondée en 1853. Elle est nommée d'après Monmouth (Illinois), localité d'origine de ses premiers colons. Pendant des dizaines d'années, Monmouth est une ville sèche (dry county), c'est-à-dire un lieu interdisant la vente d'alcool. Elle sera la dernière ville sèche d'Oregon à mettre fin à l'interdiction, en novembre 2002.